# Nikolai Konstantinowitsch Romanow

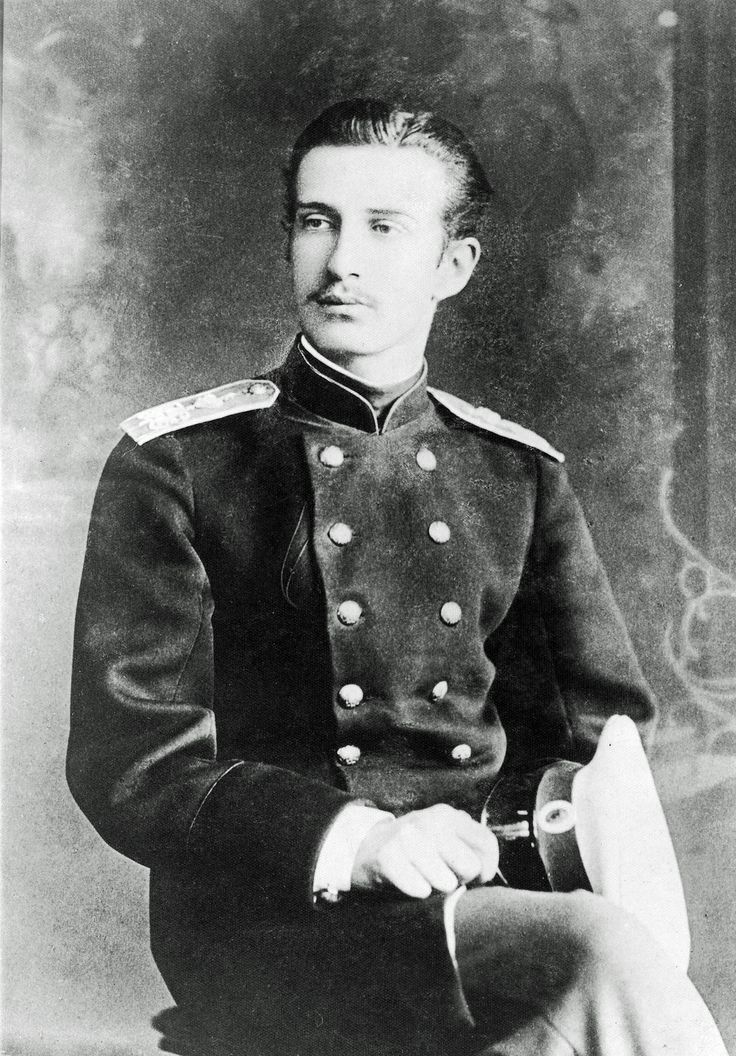
Großfürst Nikolai Konstantinowitsch Romanow

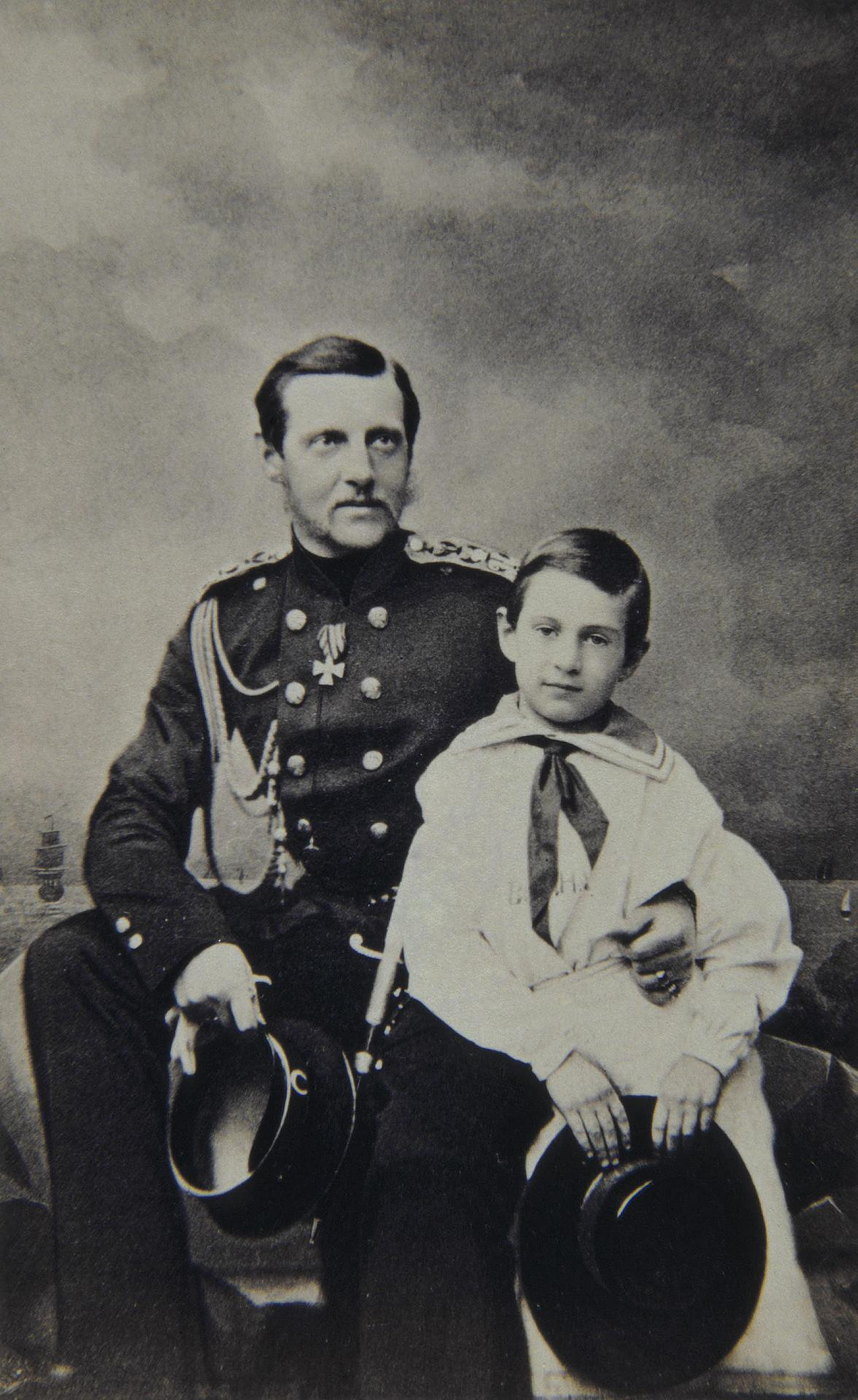
Nikolai als Kind mit seinem Vater (1860)

Nikolai Konstantinowitsch Romanow (* 2. Februarjul. / 14. Februar 1850greg. in Sankt Petersburg; † 14. Januarjul. / 27. Januar 1918greg. in Taschkent) war ein Großfürst aus dem Hause Romanow-Holstein-Gottorp.

## Leben
Nikolai war der älteste Sohn von Großfürst Konstantin Nikolajewitsch Romanow (1827–1892) und seiner Gattin Prinzessin Alexandra von Sachsen-Altenburg (1830–1911) (Großfürstin Alexandra Iossifowna Romanowa), Tochter des Herzogs Joseph von Sachsen-Altenburg und der Prinzessin Amalie von Württemberg. Durch seinen Vater war Nikolai ein Enkel des russischen Zaren Nikolaus I.
Nikolai Konstantinowitsch ging auf die Militärakademie in Sankt Petersburg und wurde später ein begabter Offizier der russischen Armee. Er war auch als unverbesserlicher Schürzenjäger bekannt. Zu seinen Liebschaften gehörte auch Fanny Lear, eine amerikanische Theaterschauspielerin. Zusammen mit seiner Geliebten wollte er die Diamanten seiner Mutter stehlen (1870), doch sie wurden verraten und Großfürst Nikolai wurde nach Taschkent in die Verbannung geschickt.
In Taschkent stand er unter ständiger Aufsicht und leistete einen großen Beitrag zur Verbesserung des örtlichen Gebietes. Neben zwei Kanälen (bilden den Zar-Nikolaus-Kanal), die er plante und realisierte, gab er 1890 einen Teil des Romanow-Palasts in Taschkent für die Öffentlichkeit frei, um seine wertvolle Sammlung von Kunstschätzen zu zeigen. Sie gehört heute zum Staatsmuseum.
Großfürst Nikolai Konstantinowitsch Romanow heiratete 1882 in Orenburg in morganatischer Ehe Nadejda Alexandrowna Dreyer (1861–1929). Aus der Ehe gingen zwei Söhne, Artemi Nikolaiewitsch Prinz Romanowsky-Iskander (1883–1919) und Alexander Nikolaiewitsch Prinz Romanowsky-Iskander (1889–1957), hervor. Aus zwei weiteren Affären, mit Alexandra Abaza und Daria Eliseiewna, hatte er fünf weitere Kinder.
Am 27. Januar 1918 starb Großfürst Nikolai und wurde in der St.-Georgi-Kathedrale in Taschkent bestattet. Unter dem sowjetischen Regime wurde die Kathedrale abgerissen.